# Copris eburneus
Copris eburneus là một loài bọ cánh cứng trong họ Bọ hung (Scarabaeidae).